# Commercial Point

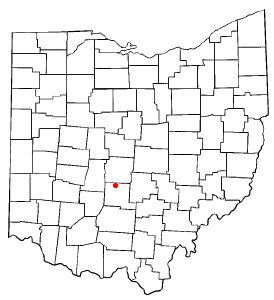
Commercial Point na planie stanu Ohio

Commercial Point – wieś w USA, w stanie Ohio, w hrabstwie Pickaway. Oficjalnie miejscowość została założona w roku 1872. Obecnie (2014) burmistrzem wsi jest Joe Hammond.
Liczba mieszkańców w 2010 roku wynosiła 1 582, a w roku 2012 wynosiła 1 587.